# تاماکی، میئه
تاماکی، میئه (به لاتین: Tamaki, Mie) یک منطقهٔ مسکونی در ژاپن است که در Watarai District واقع شده‌است. تاماکی ۴۰٫۹۴ کیلومترمربع مساحت و ۱۵٬۲۸۰ نفر جمعیت دارد.